# Listrodromus javae
Listrodromus javae là một loài tò vò trong họ Ichneumonidae.